# Якубович Олександр Іванович
Якубович Олександр Іванович (1792, Липове, Липівська волость Роменський повіт Полтавська губернія, Російська імперія — 3 вересня (15 вересня) 1845, Єнісейськ, Єнісейська губернія, Російська імперія) — декабрист, учасник повстання на Сенатської площі, капітан Нижньогородського драгунського полку. Літератор.

## Біографія
Народився у с. Липовому, Липівської волості Роменського повіту Полтавської губернії (нині Прилуцького району Чернігівської області). З дворян Чернігівської губернії. Батько — роменський повітовий предводитель дворянства (1832), ротмістр Іван Олександрович Якубович; за батьком у Чернігівській і Полтавській губернії 1200 душ. Виховувався вдома та у Московському університетському пансіоні. На службу вступив юнкером в лейб-гвардії Уланський полк - 21 грудня 1813 року, учасник закордонних походів 1813—1814 років. За участь як секундант в дуелі графа А. П. Завадовського з В. В. Шереметьєвим переведений на Кавказ у Нижньогородський драгунський полк прапорщиком — 20 січня 1818 року. Стрілявся 23 жовтня 1818 року в Тіфлісі з секундантом Завадовського  О.С. Грибоєдовим, і поранив останнього у ліву долоню. Поручик — 23 жовтня 1818 року, відряджений О. П. Єрмоловим до Дагестану в загін князя В. Г. Мадатова для підкорення  Казікумикского ханства і за відзнаку у битві отримав звання штабс-капітана, за відзнаку в боях нагороджений орденом святого Володимира 4 ст. з бантом у 1823 році. Отримав на Кавказі популярність своїми лихими набігами проти горців. 24 червня 1823 року під час експедиції А. А. Вельямінова за Кубань отримав важку рану в голову, через яку згодом носив постійну пов'язку. Капітан — 14 червня 1824 року, звільнений у відпустку для операції в клініці Санкт-Петербурзької медико-хірургічної академії — 19 листопада 1824 року. Літератор. 
Членом таємних товариств декабристів, ймовірно, не був (досі точно не встановлено, чи існувало в дійсності Кавказьке таємне товариство), учасник повстання на Сенатській площі. Напередодні повстання Якубович взяв на себе зобов'язання підняти Гвардійський екіпаж і привести артилерію в Ізмайловський полк, але не зробив цього. Однак після розмови з Миколою I він переконував декабристів продовжувати повстання і повернув на площу частину Єгерського полку.
Заарештований 15 грудня 1825 року і ув'язнений у Петропавловську фортецю. Засуджений за I розрядом  до смертної кари відсіканням голови і за конфірмацією 10 липня 1826 року засуджений на каторжні роботи довічно. Покарання відбував у Читинському острозі і Петровському заводі. Після закінчення терміну за указом 10 липня 1839 року повернений на поселення в с. Велика Розвідна Жілкінской волості Іркутської губернії, за власним клопотанням дозволено перевести в с. Назимово Анциферовської волості Єнісейської губернії — 19 березня 1841 року, прибув туди — 26 червня 1841 року. Вийшовши на поселення, Якубович заснував невелику школу і відкрив миловарний завод. 2 вересня 1845 року доставлений у м. Єнісейськ, де наступного дня помер «від водяної хвороби у грудях».